# 샤모투위군

비엘코폴스카주 지도에 표시된 샤모투위군의 위치

샤모투위군(폴란드어: powiat szamotulski)은 폴란드 비엘코폴스카주에 위치한 군으로 군청 소재지는 샤모투위이며 면적은 1,119.55km2, 인구는 85,849명(2006년 기준), 인구 밀도는 77명/km2이다.
북쪽으로는 차른쿠프트슈치안카군, 동쪽으로는 오보르니키군, 남동쪽으로는 포즈난군, 남서쪽으로는 노비토미실군, 서쪽으로는 미엥지후트군과 접한다. 8개 지방 자치체(1개 도시, 4개 도시형 농촌, 3개 농촌)를 관할한다.

군기
군 문장